# オットー (マイセン辺境伯)

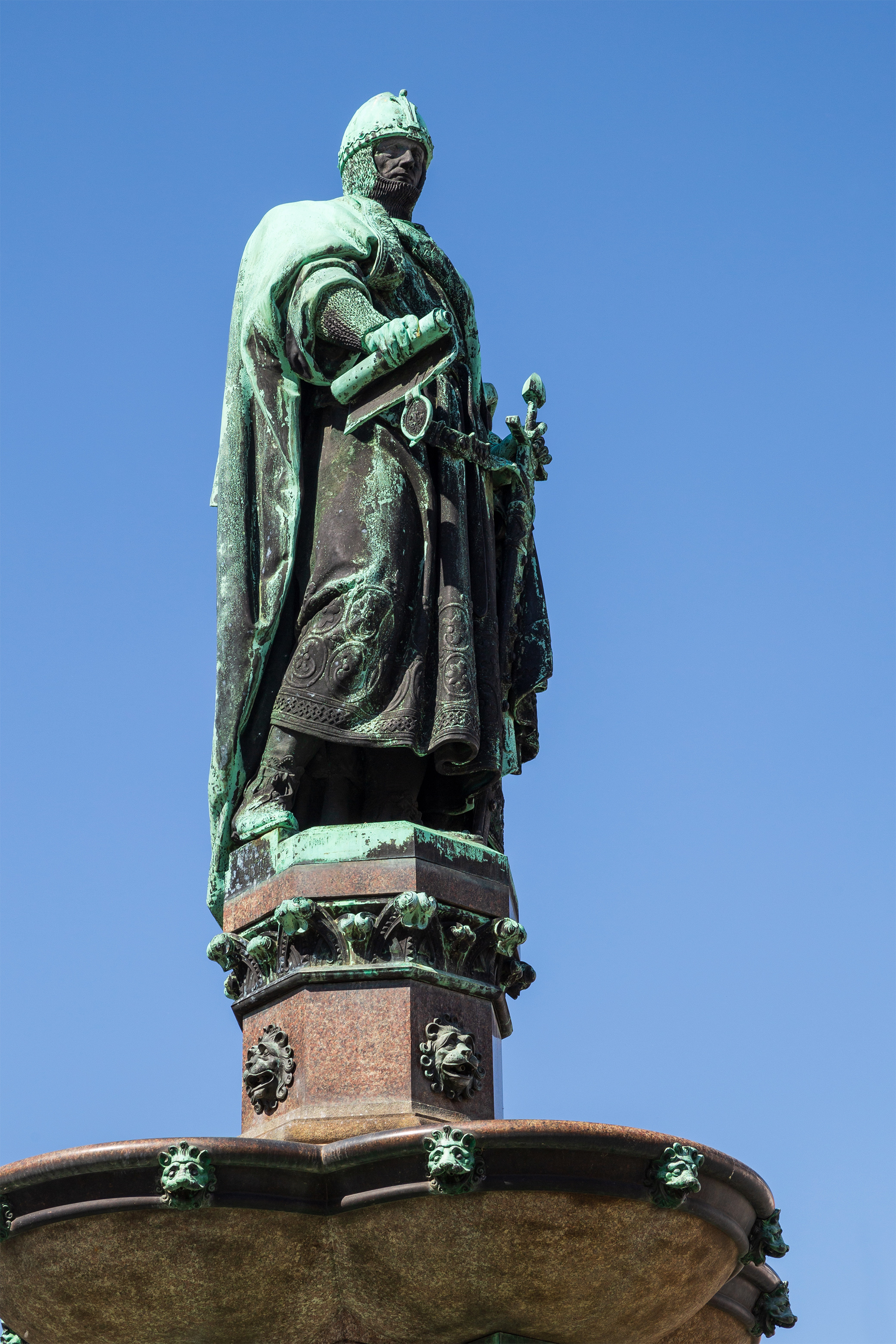
オットー (マイセン辺境伯)

オットー（Otto, 1125年 - 1190年2月18日）は、マイセン辺境伯（在位：1156年 - 1190年）。コンラート1世の子。後に裕福伯（der Reiche）の副え名で呼ばれた。副え名の「裕福伯」は存命中にはつけられておらず、裕福伯オットーとは妻の祖父に当たるバレンシュテット伯オットーを指した。オットーが亡くなって1世紀の間に、フライベルクの創設と銀の発見にちなんでこの名が贈られた。

## 生涯
治世中は都市開発と修道院創設に尽くし、1156年から1170年までの間に、マイセン辺境伯領としては初めてライプツィヒに都市権を与えたことが文書に遺されている。1176年にライプツィヒで2番目の都市教会聖ニコライ教会を創設した。また、妻ヘートヴィヒの願い出により修道院へ土地を寄進、1162年に神聖ローマ皇帝フリードリヒ1世から、「暗い原生林の中の」ツェレ修道院に800フランキシェ・フーフェンの土地（1フランキシェ・フーフェは253.790m²）の贈与を認められた。また、この地方で銀が見つかり、100フーフェンの土地を交換している。
1168年頃、現在のフライベルク近くの自領内でも銀が発見された。1186年にフライベルクを創設、これによりオットーは裕福伯と呼ばれるほどの富を築く。
しかし、晩年に妻に催促され、次男のディートリヒをマイセン辺境伯領の相続人に指名した。このため、反発した長男のアルブレヒト1世に捕らえられた。フリードリヒ1世の命令により釈放されたが、1190年にオットーが亡くなると、辺境伯領を継いだアルブレヒトと奪回を図るディートリヒとの内戦が勃発した。

## 子女
1147年、ブランデンブルク辺境伯アルブレヒト熊公の娘ヘートヴィヒ（1203年没）と結婚、4人の子を儲けた。
- アルブレヒト1世（1158年 - 1195年） - マイセン辺境伯（1190年 - 1195年）
- アーデルハイト（1160年 - 1211年） - ボヘミア王オタカル1世と結婚
- ディートリヒ（1162年 - 1221年） - マイセン辺境伯（1198年 - 1221年）
- ゾフィー - ボヘミア公ソビェスラフ1世の子ウルリヒ（1134年 - 1177年）と結婚